# Strada Statale 712 Tangenziale Est di Varese
De SS712 of Strada Statale 712 is een Italiaanse Strada Statale en vormt de Oostelijke Ringweg van Varese (Tangenziale Est di Varese).

## Algemeen
De oostelijke ringweg van Varese, voorheen geclassificeerd als T18, bestaat momenteel uit twee delen: het eerste deel, tussen Vedano Olona en Folla di Malnate, geopend in 1990, heeft een dubbele rijbaan en twee rijstroken in elke richting, een maximumsnelheid van 80 km/u en de verkeersbeperkingen die kenmerkend zijn voor hoofdwegen buiten de bebouwde kom; en het tweede deel, tussen Folla di Malnate en de kruising met de SS233 aan de noordrand van Varese richting Lavena Ponte Tresa. Deze eenbaansweg heeft meerdere rotondes, met een maximumsnelheid van 50 tot 70 km/h, en kent momenteel geen verkeersbeperkingen. De weg werd gedeeltelijk geopend op 28 september 2008 en volledig geopend op 5 december 2009.
De weg, samen met de zuidelijke ringweg (Tangenziale Sud), tussen Vedano Olona en het knooppunt van de A8 bij Gazzada (A60), geopend op 24 januari 2015, en de geplande noordelijke ringweg tussen Folla di Malnate en de Italiaans-Zwitserse grens bij Cantello-Stabio (Pedemontana Lombarda Tangenziale di Varese Lotto B), vormt het ringwegennet van Varese.